# Église Saint-Germain d'Auvillars
Pour les articles homonymes, voir Église Saint-Germain.
L'église Saint-Germain est un édifice catholique, du XIIe siècle, qui se dresse sur la commune française d'Auvillars dans le département du Calvados, en région Normandie.
L'église fait l'objet d'une inscription au titre des monuments historiques par arrêté du 17 juillet 1926.

## Localisation
L'église isolée au centre du territoire de la commune d'Auvillars est située dans le département français du Calvados.

## Historique
L’église est sous l’invocation de saint Germain. La cure se divisait en deux portions qui furent réunies vers 1708, à condition qu’il y aurait deux curés : ces deux curés étaient l’un et l’autre à la nomination du seigneur. Le pouillé de Lisieux indique comme présentateur, au XIVe siècle, dominus Robertus de Tournebut.

## Description
Ci-dessous la description qu'en fait Arcisse de Caumont.
L’église d’Auvillars est bâtie dans un vallon, à 1 kilomètre environ du bourg de Bonnebosq. Cette église présente beaucoup d’intérêt. Elle appartient au roman tertiaire, à l’exception de quelques parties de la nef qui datent seulement du XVIe siècle. 

### Chœur
Le chœur tout entier remonte au XIIe siècle. Il est éclairé, au nord, par deux fenêtres étroites, à plein-cintre, dépourvues de tout ornement et très-ébrasées à l’intérieur ; au midi, par une fenêtre semblable, élargie un peu à l’extérieur, et par une large fenêtre à plein-cintre, moderne. Les murs latéraux offrent chacun deux contreforts plats dont l’un se voit à l’intérieur d’une galerie, nouvellement construite, conduisant à la sacristie placée derrière le chœur. Le chœur se termine, à l’orient, par un chevet droit soutenu par trois contreforts plats. Il était primitivement percé de deux fenêtres étroites à plein-cintre qui ont été bouchées. Le gable est surmonté d’une croix antéfixe.

### Nef
Le mur méridional de la nef, sans contreforts, montre l’appareil en feuilles de fougère. Il est percé d’une porte à plein-cintre dont l’archivolte, ornée de zigzags, repose sur des colonnettes [à chapiteaux sculptés, l'un d'entrelacs, l'autre de feuillages]. La voussure est garnie de [quinze] têtes grimaçantes d’animaux fantastiques dont la langue s’enroule autour d’un tore qui garnit l’intrados du cintre. La nef est éclairée, de ce côté, par quatre fenêtres à plein-cintre très larges, dont trois sont modernes. La quatrième, un peu moins large et garnie d’un simple chanfrein, date de la première moitié du XVIe siècle, époque à laquelle la nef a été allongée d’une travée.
Le mur septentrional a été élevé au XVIe siècle. Il est flanqué de contreforts saillant et percée de trois fenêtres, l’une flamboyante, partagée par un meneau, une autre à arc surbaissé ornée de moulures prismatiques, et une fenêtre moderne sans caractère. Ce mur offre les vestiges d’une litre funèbre.

### Chapelle
Entre le chœur et la nef on a élevé, dans le XVIe siècle, une chapelle qui est éclairée au nord par une large fenêtre à plein-cintre, ornée de moulures prismatiques, et à l’orient par une fenêtre flamboyante partagée en deux baies, aujourd’hui bouchées.

### Portail occidental
Le portail occidental, dans un style de la Renaissance, porte la date de 1538. Il est soutenu par quatre contreforts saillants, dont deux sont placés sur les angles. Ce portail, qui forme saillie vers le milieu, est percé d’une porte à plein-cintre, flanquée de deux colonnettes et surmontée de deux fenêtres, aujourd’hui bouchées, décorées de moulures prismatiques. Le galbe, percé d’un oculus du même temps, est surmonté d’un clocher carré, construit en charpente et recouvert en ardoise. Un porche en bois précédait autrefois le portail.

### Intérieur
La nef est accompagnée d’un bas côté, du côté du nord ; elle est séparée de ce collatéral par quatre grandes arcades, dont deux ogivales avec des moulures prismatiques, les deux autres à plein-cintre. L’une de ces dernières offre des moulures semblables à celles du portail.
La chaire est dans un style Louis XV.
À l’extrémité de la nef sont deux jolis petits autels, avec retable, décorés de colonnes torses autour desquelles s’enroulent des ceps de vigne et couronnés de frontons trapézoïdaux.
La voûte est en merrain, avec entraits et poinçons.
La chapelle de la Vierge a été bâtie, vers 1600, par la famille Dauvet d’Auvillars.
La voûte, en arête, est couverte de peintures. Dans les triangles sont représentés des anges, tenant dans leurs mains des chapelets.
Un très bel arc triomphal, décoré de zigzags, sépare le chœur de la nef.
L’une des fenêtres qui éclairent le chœur, au nord, offre des débris de vitraux. On y voit encore une jolie tête de vierge ornée d’une couronne ducale, et deux personnages religieux dont l’un tient dans ses mains un calice. Au bas de cette vitre on lit : « De tournebu cure ».
Le maître-autel est orné d’un beau retable dans le style Louis XV. Le tabernacle garni sur les angles de jolies caryatides, mérite aussi de fixer un instant l’attention.
Une large crédence romane existe du côté de l'épître.
Les deux cloches d’Auvillars sont antérieures à la Révolution. J’ignore par suite de quels hasards elles se trouvent dans ce clocher ; car elles faisaient partie de la sonnerie de Saint-Germain de Lisieux.
Voici les inscriptions qu’elles portent :
- « L’an 1738 ai été nommée Magdelaine Françoise par François Mignot conseiller du roi président en l’élection de cette ville et par noble dame Marie Magdelaine du Moucel épouse de messire Alexandre Le Maignen chevalier seigneur de Houlbec et de Castillon ».
- « L’an 1738 ai été nommée Louise Nicolase par Nicolas Riquier de la Rosière conseiller du roi en l’élection et par damoiselle Louise Gennevievre Dosmont fille de messire Louis Dosmont écuyer sieur de Malicorne seigneur du Mesnil-Poisson ».

### Cimetière
Lorsqu’on a voulu repaver le sanctuaire en 1853, on a découvert, en enlevant les anciennes dalles, une pierre tombale fort belle qui paraît remonter au XVe siècle ou peut-être à la fin du XIVe.
Cette pierre est surmontée de la statue d’un prêtre revêtu d’une chasuble antique, relevée sur les épaules avec amict rabattu. La tête repose sur un coussin dont les glands sont tenus par des anges. Aux pieds du personnage est couché un chien qui ronge un os. Plusieurs parties de cette pierre ont été mutilées ; la statue est bien conservée et parfaitement sculptée ; elle était autrefois placée sous une arcade cintrée pratiquée dans le mur méridional.
On remarque, dans le cimetière, les débris d’une ancienne croix nimbée qui date du XVIIe siècle ou peut-être même de la fin du XVIe. d’un côté est représenté le Christ, et de l’autre la Sainte Vierge tenant dans ses bras l’Enfant Jésus. Les croisillons sont décorés de feuilles palmées.
Près du portail s’élève un bel if, qui a 4,10 mètres de circonférence, pourrait avoir été planté alors que s'achevait la construction primitive.
Lorsqu’on a creusé les fondations de la sacristie, on a trouvé, à 2,50 mètres de profondeur, un glaive qui paraît remonter à une époque ancienne.